# Unione Sportiva Salernitana 1919 2015-2016
Questa voce raccoglie le informazioni riguardanti l'Unione Sportiva Salernitana 1919 nelle competizioni ufficiali della stagione 2015-2016.

## Stagione
Al ritorno in B dopo 5 anni di serie minori, la Salernitana affida nuovamente la guida tecnica a una figura legata a filo doppio con la città, Vincenzo Torrente, esperto tecnico originario di Cetara. L'obiettivo stagionale è una salvezza tranquilla e il tecnico cetarese, per raggiungerla, può contare su alcune conferme importanti (Gabionetta, Raffaele Schiavi), oltre a un rinnovato tandem d'attacco (composto da Alfredo Donnarumma e dal cavese Massimo Coda). Della precedente stagione invece salutano: Ettore Mendicino, il capocannoniere Caetano Calil (passato al Catania), Andrei Cristea e Maikol Negro
L'inizio è promettente: i granata battono l'Avellino per 3-1 all'Arechi, grazie agli exploit di un ispirato Gabionetta, e proseguono il cammino inanellando diversi punti, grazie proprio alle prodezze del brasiliano. Nelle successive partite la Salernitana pareggia fuori casa con Brescia e Pescara, perde per la prima volta in casa 0-2 contro lo Spezia e vince 2-1 in casa contro la Ternana. Un improvviso calo di forma del fantasista, unito a una difficoltà di Massimo Coda di trovare la via del gol smarrita l'anno prima a Parma, trascinano la Salernitana nei bassifondi. Infatti la squadra dalla settima giornata alla dodicesima giornata conquista solo 3 punti frutto di tre sconfitte contro Trapani, Virtus Entella e Bari e tre pareggi contro Cesena, Virtus Lanciano e Perugia. La vittoria in casa col Novara e il pareggio fuori casa a Latina, sembra presagire una ripresa della squadra, ma di fatto entra nuovamente in un periodo negativo: perde in casa con la Pro Vercelli, pareggia a reti bianche fuori casa con Livorno e Vicenza e perde nuovamente contro Modena e Cagliari (capolista), di mezzo solo la vittoria casalinga con l’Ascoli.
Nell’ultima partita del girone di andata perde nuovamente 2-1 in rimonta contro il Como (ultimo in classifica) concludendo al 20° posto in zona retrocessione, mettendo in discussione il tecnico.
Il mercato invernale si apre con le cessioni di: Eusepi, Sciaudone, Lanzaro, Perrulli e Troianiello. E gli acquisti di: Zito (arrivato dai rivali avellinesi), Sergiu Bus, Gatto, Oikonimidis e Ronaldo dalla Lazio.
Il girone di ritorno si apre con la sconfitta nel derby con l’Avellino per 1-0 e la vittoria, che mancava da quattro giornate, contro il Brescia.
Il 2 febbraio, a seguito dell'ennesima sconfitta (3-1, per mano dello Spezia), la Salernitana è terzultima con 23 punti collezionati in 24 gare. Torrente è dunque sollevato dall'incarico e al suo posto rientra Leonardo Menichini, già tecnico granata nella stagione precedente.
Il nuovo allenatore, già secondo di Carlo Mazzone ai tempi del Brescia, rinuncia al 4-3-3 proposto con decisione da Torrente e opta per un più conservativo 4-4-2, che permette a Coda e Donnarumma di giocare per la prima volta in tandem. Menichini esordisce il 6 febbraio pareggiando 2-2 contro il Pescara e poi perde malamente per 4-0 contro la Ternana. Dopo questa sconfitta la squadra conquista 6 punti in 4 partite: pareggiando contro Crotone (secondo in classifica), Trapani e Virtus Entella e vincendo in extremis fuori casa contro il Cesena. Tutto però viene vanificato dalla sconfitta nello scontro diretto contro il Lanciano, pareggiando poi a Perugia e perdendo nuovamente in casa col Bari in un pirotecnico 3-4. Nonostante l’arrivo di Menichini la squadra non riesce a uscire fuori dalla zona retrocessione. Da quel momento la squadra inanella sette risultati utili consecutivi, frutto di due vittorie contro Latina e Livorno (contendente alla salvezza) e quattro pareggi contro Pro Vercelli, Vicenza, Ascoli e Modena. Quest’ultimo pareggio con i romagnoli, che lottavano per la salvezza, accede critiche verso la squadra e l’allenatore, delusi dall’atteggiamento remissivo mostrato in campo. La sconfitta contro il Cagliari sembra segnare un destino già scritto, avvicinando i granata alla retrocessione in Serie C. Tuttavia, negli ultimi novanta minuti della stagione la squadra batte un ormai retrocesso Como e raggiunge così il quintultimo posto in graduatoria, utile a giocarsi la salvezza nel doppio play-out contro la quartultima (un Virtus Lanciano in odore di fallimento).
La permanenza in Serie B è già ipotecata dopo la gara d'andata, vinta con un perentorio 1-4 al Guido Biondi; la certezza matematica arriva però l'8 giugno, quando dinanzi a 25.000 tifosi granata accorsi all'Arechi, la Salernitana vince 1-0 e chiude un anno estremamente complicato.
Nella Coppa Italia di quell'anno, la squadra va fuori al quarto turno, per mano dello Spezia.

## Divise e sponsor
Lo sponsor tecnico per la stagione 2015-2016 è Givova. Lo sponsor ufficiale è Caffè Motta mentre il co-sponsor è Supermercati Etè; inoltre c'è un terzo sponsor (sul pantaloncino) che è Iasa. La maglia casalinga venne scelta dai tifosi tra una serie di opzioni sulla pagina ufficiale facebook del club. La divisa con maggiori preferenze fu quella composta da una maglia granata con bordi e colletto neri e pantaloncini neri. La terza maglia, invece, è azzurra con righe orizzontali granata, pantaloncini granata e calzettoni neri. La divisa da trasferta è bianca, con le maniche della maglia granata.
| Casa | Trasferta | Terza maglia |

## Organigramma societario
Dal sito ufficiale della società
Area direttiva
- Presidente: carica vacante[1]
- Direttore organizzativo e impianti: Giovanni Russo
- Responsabile Amministrazione: Maria Vernieri

Area organizzativa
- Segretario Generale: Rodolfo De Rose
- Team Manager: Salvatore Avallone
- Responsabile sicurezza stadio: Gianluigi Casaburi
- Dirigente accompagnatore: Leonzio Capobianco

Area comunicazione
- Addetto Stampa: Gianluca Lambiase
- Responsabile Marketing: Fabrizio Riccardi

Area tecnica
- Direttore Sportivo: Angelo Mariano Fabiani
- Allenatore: Vincenzo Torrente (fino al 02/02/2016), poi Leonardo Menichini[13]
- Allenatore in seconda: Alberto Mariani (fino al 02/02/2016), poi Andrea Bonatti
- Collaboratore Tecnico: Renato Scarpellino (fino al 02/02/2016)
- Preparatore Atletico: Gianluca Angelicchio, Franco Ferrini (dal 02/02/2016)
- Preparatore Portieri: Luigi Genovese
- Magazziniere: Gerardo Salvucci
- Magazziniere: Agostino Palladino
- Responsabile scuola calcio: Vincenzo Di Pasquale

Area sanitaria
- Responsabile sanitario: Pasquale Iannoto
- Medico sociale: Italo Leo
- Nutrizionista: Antonio Lanni
- Fisioterapista: Vincenzo Iachetti
- Fisioterapista: Giuseppe Magliano
- Fisioterapista: Michele Santangelo
- Struttura sanitaria di riferimento: Centro Polidiagnostico Check-up

## Rosa
La rosa della stagione 2015-2016
| N. |                    | Ruolo | Calciatore                |
| -- | ------------------ | ----- | ------------------------- |
| 1  | Italia (bandiera)  | P     | Pietro Terracciano        |
| 2  | Italia (bandiera)  | D     | Gianluca Pollace          |
| 3  | Italia (bandiera)  | D     | Michele Franco            |
| 4  | Italia (bandiera)  | C     | Manolo Pestrin (capitano) |
| 5  | Italia (bandiera)  | D     | Maurizio Lanzaro          |
| 5  | Italia (bandiera)  | A     | Andrea Nalini             |
| 6  | Italia (bandiera)  | D     | Trevor Trevisan           |
| 7  | Italia (bandiera)  | D     | Riccardo Colombo          |
| 8  | Italia (bandiera)  | C     | Davide Moro               |
| 9  | Brasile (bandiera) | A     | Caetano Calil             |
| 9  | Italia (bandiera)  | A     | Massimo Coda              |
| 10 | Brasile (bandiera) | A     | Denilson Gabionetta       |
| 11 | Italia (bandiera)  | C     | Giampietro Perrulli       |
| 11 | Spagna (bandiera)  | A     | Mamadou Tounkara          |
| 12 | Albania (bandiera) | P     | Thomas Strakosha          |
| 13 | Brasile (bandiera) | D     | Alan Empereur             |
| 14 | Italia (bandiera)  | C     | Marco Arcaleni            |
| 15 | Italia (bandiera)  | D     | Antonio Bocchetti         |
| 15 | Croazia (bandiera) | D     | Ricardo Bagadur           |
| 16 | Italia (bandiera)  | D     | Alessandro Tuia           |
| 17 | Italia (bandiera)  | C     | Gennaro Troianiello       |
| 17 | Romania (bandiera) | A     | Sergiu Buș                |

| N. |                      | Ruolo | Calciatore              |
| -- | -------------------- | ----- | ----------------------- |
| 18 | Italia (bandiera)    | C     | Daniele Sciaudone       |
| 18 | Italia (bandiera)    | A     | Leonardo Gatto          |
| 19 | Italia (bandiera)    | A     | Umberto Eusepi          |
| 19 | Brasile (bandiera)   | C     | Ronaldo                 |
| 20 | Ghana (bandiera)     | C     | Moses Odjer             |
| 20 | Italia (bandiera)    | C     | Andrea Russotto         |
| 21 | Italia (bandiera)    | C     | Andrea Bovo             |
| 22 | Italia (bandiera)    | P     | Mirko Ronchi            |
| 23 | Italia (bandiera)    | D     | Raffaele Schiavi        |
| 24 | Italia (bandiera)    | C     | Andrea Tarallo          |
| 25 | Italia (bandiera)    | D     | Antonio Trozzo          |
| 26 | Italia (bandiera)    | C     | Giovanni Nappo          |
| 26 | Croazia (bandiera)   | D     | Franjo Prce             |
| 27 | Italia (bandiera)    | D     | Andrea Dragonetti       |
| 27 | Italia (bandiera)    | C     | Luca Ceccarelli         |
| 28 | Serbia (bandiera)    | D     | Manuel David Milinković |
| 28 | Italia (bandiera)    | C     | Antonio Zito            |
| 29 | Italia (bandiera)    | D     | Andrea Rossi            |
| 30 | Italia (bandiera)    | A     | Alfredo Donnarumma      |
| 33 | Italia (bandiera)    | D     | Alessandro Bernardini   |
| 35 | Australia (bandiera) | C     | Chris Ikonomidis        |

## Calciomercato
Di seguito sono riportati i trasferimenti del calciomercato 2015-2016 dei granata.

### Sessione estiva(dal 01/07 al 31/08)
| Acquisti         | Acquisti                | Acquisti  | Acquisti                                                               |
| R.               | Nome                    | da        | Modalità                                                               |
| ---------------- | ----------------------- | --------- | ---------------------------------------------------------------------- |
| P                | Alberto Frison          | Catania   | prestito con obbligo di riscatto                                       |
| P                | Luca Liverani           | Barletta  | definitivo                                                             |
| P                | Mirko Rochi             | Parma     | riscatto prestito                                                      |
| P                | Thomas Strakosha        | Lazio     | prestito                                                               |
| D                | Alessandro Tuia         |           | svincolato                                                             |
| D                | Michele Franco          | Perugia   | riscatto prestito                                                      |
| D                | Gianluca Pollace        | Lazio     | prestito                                                               |
| D                | Antonio Bocchetti       | Parma     | definitivo                                                             |
| C                | Andrea Rossi            | Pescara   | prestito biennale con diritto di riscatto                              |
| D                | Raffaele Schiavi        | Catania   | definitivo                                                             |
| C                | Andrea Bovo             |           | svincolato                                                             |
| C                | Alan Empereur           | Teramo    | svincolato                                                             |
| C                | Antonio Grillo          | Parma     | definitivo                                                             |
| C                | Manuel David Milinković | Ternana   | svincolato                                                             |
| C                | Andrea Russotto         | Catanzaro | definitivo                                                             |
| C                | Ivan Castiglia          | Como      | fine prestito                                                          |
| C                | Moses Odjer             | Catania   | prestito con diritto di riscatto e controriscatto a favore del Catania |
| C                | Manolo Pestrin          |           | svincolato                                                             |
| C                | Daniele Sciaudone       | Catania   | definitivo                                                             |
| C                | Gennaro Troianiello     | Palermo   | definitivo                                                             |
| A                | Denilson Gabionetta     | Parma     | definitivo                                                             |
| A                | Umberto Eusepi          | Benevento | definitivo                                                             |
| A                | Massimo Coda            |           | svincolato                                                             |
| A                | Alfredo Donnarumma      | Teramo    | definitivo                                                             |
| Altre operazioni |                         |           |                                                                        |
| R.               | Nome                    | da        | Modalità                                                               |
| P                | Raffaele Sabbato        | Fondi     | fine prestito                                                          |
| C                | Giovanni Nappo          | Fondi     | fine prestito                                                          |
| A                | Antonio Martiniello     | Aversa    | fine prestito                                                          |

| Cessioni         | Cessioni            | Cessioni | Cessioni      |
| R.               | Nome                | a        | Modalità      |
| ---------------- | ------------------- | -------- | ------------- |
| P                | Raffaele Esposito   | Paganese | prestito      |
| P                | Alberto Frison      |          | svincolato    |
| P                | Pier Graziano Gori  |          | svincolato    |
| P                | Stefano Russo       | Parma    | fine prestito |
| P                | Mirko Rochi         | Ascoli   | fine prestito |
| P                | Luca Liverani       | Catania  | definitivo    |
| D                | Alberto Bianchi     |          | svincolato    |
| D                | Antonio Bocchetti   | Paganese | definitivo    |
| D                | Luigi Pezzella      |          | svincolato    |
| D                | Alessandro Tuia     |          | svincolato    |
| C                | Andrea Bovo         |          | svincolato    |
| C                | Ivan Castiglia      | Catania  | definitivo    |
| C                | Francesco Favasuli  |          | svincolato    |
| C                | Antonio Grillo      | Paganese | prestito      |
| C                | Manolo Pestrin      |          | svincolato    |
| C                | Andrea Russotto     | Catania  | definitivo    |
| C                | Luca Tagliavacche   | Genoa    | fine prestito |
| A                | Caetano Calil       | Catania  | definitivo    |
| A                | Andrei Cristea      |          | svincolato    |
| A                | Denilson Gabionetta | Parma    | fine prestito |
| A                | Ettore Mendicino    | Lazio    | fine prestito |
| A                | Maikol Negro        | Latina   | fine prestito |
| Altre operazioni |                     |          |               |
| R.               | Nome                | a        | Modalità      |
| A                | Antonio Martiniello | Paganese | prestito      |

### Operazioni tra le due sessioni
| Acquisti | Acquisti              | Acquisti | Acquisti                                  |
| R.       | Nome                  | da       | Modalità                                  |
| -------- | --------------------- | -------- | ----------------------------------------- |
| P        | Pietro Terracciano    | Catania  | prestito biennale con obbligo di riscatto |
| D        | Alessandro Bernardini |          | definitivo con opzione di rinnovo         |

| Cessioni | Cessioni | Cessioni | Cessioni |
| R.       | Nome     | a        | Modalità |
| -------- | -------- | -------- | -------- |

### Sessione invernale(dal 04/01 al 01/02)
| Acquisti         | Acquisti            | Acquisti            | Acquisti      |
| R.               | Nome                | da                  | Modalità      |
| ---------------- | ------------------- | ------------------- | ------------- |
| P                | Antonio Rosti       | Arezzo              | definitivo    |
| D                | Franjo Prce         | Lazio               | prestito      |
| D                | Ricardo Bagadur     | Fiorentina          | prestito      |
| C                | Luca Ceccarelli     | Bologna             | prestito      |
| C                | Chris Oikonomidis   | Lazio               | prestito      |
| C                | Ronaldo             | Lazio               | prestito      |
| C                | Antonio Zito        | Avellino            | definitivo    |
| A                | Sergiu Buș          | Sheffield Wednesday | prestito      |
| A                | Leonardo Gatto      | Atalanta            | prestito      |
| A                | Mamadou Tounkara    | Lazio               | prestito      |
| Altre operazioni |                     |                     |               |
| R.               | Nome                | da                  | Modalità      |
| P                | Raffaele Esposito   | Paganese            | fine prestito |
| C                | Giuseppe Alfano     | Padova              | definitivo    |
| A                | Antonio Martiniello | Paganese            | fine prestito |

| Cessioni         | Cessioni                | Cessioni   | Cessioni              |
| R.               | Nome                    | a          | Modalità              |
| ---------------- | ----------------------- | ---------- | --------------------- |
| P                | Mirko Ronchi            | Arezzo     | prestito              |
| D                | Maurizio Lanzaro        |            | rescissione contratto |
| C                | Manuel David Milinković |            | rescissione contratto |
| C                | Giampietro Perrulli     | Lupa Roma  | definitivo            |
| C                | Daniele Sciaudone       | Spezia     | prestito              |
| C                | Gennaro Troianiello     | Ternana    | prestito              |
| A                | Umberto Eusepi          | Pisa       | definitivo            |
| Altre operazioni |                         |            |                       |
| R.               | Nome                    | a          | Modalità              |
| P                | Raffaele Esposito       | Tuttocuoio | prestito              |

### Operazioni successive alla sessione invernale
| Acquisti | Acquisti | Acquisti | Acquisti |
| R.       | Nome     | da       | Modalità |
| -------- | -------- | -------- | -------- |

| Cessioni | Cessioni            | Cessioni     | Cessioni   |
| R.       | Nome                | a            | Modalità   |
| -------- | ------------------- | ------------ | ---------- |
| A        | Denilson Gabionetta | H. Greentown | definitivo |

## Risultati

### Serie B

#### Girone di andata
| Arbitro: | Chiffi (Padova) |

|                                       |           |            |
| Gabionetta 12’, 56’ Troianiello 90+4’ | Marcatori | 15’ Trotta |

| Arbitro: | Ghersini (Genova) |

|                   |           |                            |
| Morosini 56’, 80’ | Marcatori | 45’ Schiavi 84’ Gabionetta |

| Arbitro: | Saia (Palermo) |

|  |           |                            |
|  | Marcatori | 14’ Brezovec 83’ Catellani |

| Arbitro: | Nasca (Bari) |

|             |           |                |
| Valotti 19’ | Marcatori | 60’ Gabionetta |

| Arbitro: | La Penna (Roma) |

|                           |           |              |
| Franco 47’ Gabionetta 69’ | Marcatori | 48’ Ceravolo |

| Arbitro: | Pairetto (Nichelino) |

|                                                   |           |  |
| Stoian 12’ F. Ricci 19’, 47’ Torromino 72’ (rig.) | Marcatori |  |

| Arbitro: | Pezzuto (Lecce) |

|  |           |          |
|  | Marcatori | 4’ Citro |

| Arbitro: | Baracani (Firenze) |

|                   |           |  |
| Costa Ferreira 9’ | Marcatori |  |

| Arbitro: | Pinzani (Empoli) |

|          |           |           |
| Bovo 33’ | Marcatori | 79’ Ciano |

| Arbitro: | Manganiello (Pinerolo) |

|                         |           |              |
| Piccolo 26’, 51’ (rig.) | Marcatori | 6’, 13’ Coda |

| Arbitro: | Pasqua (Tivoli) |

|            |           |               |
| Franco 24’ | Marcatori | 48’ Ardemagni |

| Arbitro: | Candussio (Cervignano del Friuli) |

|                        |           |                |
| Maniero 7’ Valiani 80’ | Marcatori | 70’ Donnarumma |

| Arbitro: | Di Paolo (Avezzano) |

|                |           |  |
| Donnarumma 67’ | Marcatori |  |

| Arbitro: | Chiffi (Padova) |

|                         |           |                     |
| Corvia 45+2’ Acosty 68’ | Marcatori | 74’, 89’ Donnarumma |

| Arbitro: | Martinelli (Roma) |

|                |           |                     |
| Donnarumma 63’ | Marcatori | 10’, 77’ Mustacchio |

| Vicenza 6 dicembre 2015, ore 15:00 CET 16ª giornata | Vicenza        | 0 – 0 referto | Salernitana | Stadio Romeo Menti (7.443 spett.)\| Arbitro: \| Saia (Palermo) \| |
| Arbitro:                                            | Saia (Palermo) |               |             |                                                                   |

| Livorno 9 dicembre 2015, ore 18:30 CET 17ª giornata | Livorno             | 0 – 0 referto | Salernitana | Stadio Armando Picchi (5.207 spett.)\| Arbitro: \| Aureliano (Bologna) \| |
| Arbitro:                                            | Aureliano (Bologna) |               |             |                                                                           |

| Arbitro: | Nasca (Bari) |

|                      |           |  |
| Pestrin 27’ Coda 52’ | Marcatori |  |

| Arbitro: | Illuzzi (Molfetta) |

|                             |           |  |
| Belingheri 40’ Granoche 45’ | Marcatori |  |

| Arbitro: | Pairetto (Nichelino) |

|  |           |                         |
|  | Marcatori | 29’ Giannetti 84’ Tello |

| Arbitro: | Pasqua (Tivoli) |

|                              |           |          |
| Ebagua 38’ Ganz 90+5’ (rig.) | Marcatori | 29’ Coda |

#### Girone di ritorno
| Arbitro: | Nasca (Bari) |

|            |           |  |
| Trotta 75’ | Marcatori |  |

| Arbitro: | Pinzani (Empoli) |

|                                     |           |  |
| Coly 23’ (aut.) Coda 55’ Franco 62’ | Marcatori |  |

| Arbitro: | Abisso (Palermo) |

|                                             |           |          |
| Vignali 67’ Calaiò 77’ (rig.) Sciaudone 88’ | Marcatori | 64’ Coda |

| Arbitro: | Aureliano (Bologna) |

|                                |           |                        |
| Coda 17’ (rig.) Donnarumma 84’ | Marcatori | 25’ Lapadula 69’ Verde |

| Arbitro: | Pezzuto (Lecce) |

|                                                     |           |  |
| Furlan 9’ Ceravolo 30’ Meccariello 39’ Falletti 90’ | Marcatori |  |

| Arbitro: | Ghersini (Genova) |

|          |           |            |
| Coda 42’ | Marcatori | 21’ Stoian |

| Arbitro: | La Penna (Roma) |

|                |           |          |
| Pagliarulo 74’ | Marcatori | 84’ Coda |

| Arbitro: | Abbattista (Molfetta) |

|                        |           |                            |
| R. Colombo 29’ Buș 46’ | Marcatori | 20’ Troiano 90+3’ Iacoponi |

| Arbitro: | Baracani (Firenze) |

|                  |           |                               |
| Ciano 19’ (rig.) | Marcatori | 28’ (rig.) Coda 90+4’ Bagadur |

| Arbitro: | Serra (Torino) |

|                |           |                                               |
| Donnarumma 73’ | Marcatori | 59’, 90+3’ Di Francesco 78’ (rig.) N. Ferrari |

| Arbitro: | Aureliano (Bologna) |

|             |           |                 |
| Aguirre 16’ | Marcatori | 74’ (rig.) Coda |

| Arbitro: | Saia (Palermo) |

|                                |           |                                          |
| Donnarumma 45+1’, 63’ Coda 59’ | Marcatori | 44’, 66’ Dezi 52’ G. Sansone 55’ Maniero |

| Arbitro: | Minelli (Varese) |

|               |           |             |
| Gălăbinov 61’ | Marcatori | 90+4’ Gatto |

| Arbitro: | Abisso (Palermo) |

|                                          |           |                                |
| Odjer 31’ Donnarumma 39’ Coda 86’ (rig.) | Marcatori | 11’ Calderoni 33’ L.A. Scaglia |

| Arbitro: | La Penna (Roma) |

|             |           |          |
| Beretta 84’ | Marcatori | 30’ Coda |

| Salerno 19 aprile 2016, ore 20:30 CEST 37ª giornata | Salernitana            | 0 – 0 referto | Vicenza | Stadio Arechi (14.051 spett.)\| Arbitro: \| Manganiello (Pinerolo) \| |
| Arbitro:                                            | Manganiello (Pinerolo) |               |         |                                                                       |

| Arbitro: | Aureliano (Bologna) |

|                                 |           |                        |
| Donnarumma 1’ Coda 31’ Zito 59’ | Marcatori | 40’ (rig.) Vantaggiato |

| Arbitro: | Abbattista (Molfetta) |

|                |           |                               |
| Cacia 13’, 18’ | Marcatori | 33’ Oikonomidis 90+2’ Bagadur |

| Salerno 7 maggio 2016, ore 15:00 CEST 40ª giornata | Salernitana        | 0 – 0 referto | Modena | Stadio Arechi (21.890 spett.)\| Arbitro: \| Baracani (Firenze) \| |
| Arbitro:                                           | Baracani (Firenze) |               |        |                                                                   |

| Arbitro: | Sacchi (Macerata) |

|                                   |           |  |
| Salamon 57’ Giannetti 75’ Sau 80’ | Marcatori |  |

| Arbitro: | Pezzuto (Lecce) |

|               |           |  |
| Donnarumma 5’ | Marcatori |  |

#### Play-out

##### Andata
| Arbitro: | Manganiello (Pinerolo) |

|               |           |                                             |
| Marilungo 16’ | Marcatori | 9’ Donnarumma 21’ Zito 80’ Gatto 90+1’ Coda |

##### Ritorno
| Arbitro: | Pasqua (Tivoli) |

|          |           |  |
| Coda 20’ | Marcatori |  |

### Coppa Italia

#### Secondo Turno
| Arbitro: | Sacchi (Macerata) |

|          |           |  |
| Bovo 79’ | Marcatori |  |

#### Terzo Turno
| Arbitro: | Giacomelli (Trieste) |

|  |           |           |
|  | Marcatori | 120’ Bovo |

#### Quarto Turno
| Arbitro: | Cervellera (Taranto) |

|                        |           |  |
| Calaiò 13’ Postigo 33’ | Marcatori |  |

## Statistiche
Statistiche aggiornate all'8 giugno 2016.

### Statistiche di squadra
| Competizione | Punti | In casa | In casa | In casa | In casa | In casa | In casa | In trasferta | In trasferta | In trasferta | In trasferta | In trasferta | In trasferta | Totale | Totale | Totale | Totale | Totale | Totale | DR  |
| Competizione | Punti | G       | V       | N       | P       | Gf      | Gs      | G            | V            | N            | P            | Gf           | Gs           | G      | V      | N      | P      | Gf     | Gs     | DR  |
| ------------ | ----- | ------- | ------- | ------- | ------- | ------- | ------- | ------------ | ------------ | ------------ | ------------ | ------------ | ------------ | ------ | ------ | ------ | ------ | ------ | ------ | --- |
| Serie B      | 45    | 21      | 8       | 7       | 6       | 30      | 26      | 21           | 1            | 11           | 9            | 18           | 36           | 42     | 9      | 18     | 15     | 48     | 62     | -14 |
| Play-out     | -     | 1       | 1       | 0       | 0       | 1       | 0       | 1            | 1            | 0            | 0            | 4            | 1            | 2      | 2      | 0      | 0      | 5      | 1      | +4  |
| Coppa Italia | -     | 1       | 1       | 0       | 0       | 1       | 0       | 2            | 1            | 0            | 1            | 1            | 2            | 3      | 2      | 0      | 1      | 2      | 2      | 0   |
| Totale       | 45    | 23      | 10      | 7       | 6       | 32      | 26      | 24           | 3            | 11           | 10           | 23           | 39           | 47     | 13     | 18     | 16     | 55     | 65     | -10 |

### Andamento in campionato
| Giornata  | 1 | 2 | 3  | 4  | 5 | 6  | 7  | 8  | 9  | 10 | 11 | 12 | 13 | 14 | 15 | 16 | 17 | 18 | 19 | 20 | 21 | 22 | 23 | 24 | 25 | 26 | 27 | 28 | 29 | 30 | 31 | 32 | 33 | 34 | 35 | 36 | 37 | 38 | 39 | 40 | 41 | 42 |
| --------- | - | - | -- | -- | - | -- | -- | -- | -- | -- | -- | -- | -- | -- | -- | -- | -- | -- | -- | -- | -- | -- | -- | -- | -- | -- | -- | -- | -- | -- | -- | -- | -- | -- | -- | -- | -- | -- | -- | -- | -- | -- |
| Luogo     | C | T | C  | T  | C | T  | C  | T  | C  | T  | C  | T  | C  | T  | C  | T  | T  | C  | T  | C  | T  | T  | C  | T  | C  | T  | C  | T  | C  | T  | C  | T  | C  | T  | C  | T  | C  | C  | T  | C  | T  | C  |
| Risultato | V | N | P  | N  | V | P  | P  | P  | N  | N  | N  | P  | V  | N  | P  | N  | N  | V  | P  | P  | P  | P  | V  | P  | N  | P  | N  | N  | N  | V  | P  | N  | P  | N  | V  | N  | N  | V  | N  | N  | P  | V  |
| Posizione | 4 | 4 | 11 | 10 | 7 | 10 | 13 | 18 | 18 | 20 | 17 | 19 | 17 | 17 | 18 | 18 | 19 | 18 | 19 | 19 | 20 | 21 | 20 | 20 | 21 | 21 | 21 | 21 | 21 | 21 | 21 | 20 | 21 | 21 | 20 | 19 | 20 | 20 | 20 | 20 | 20 | 18 |

Fonte:  Serie B – Classifiche, su sport.sky.it, Sky Sport. URL consultato il 5 agosto 2015 (archiviato dall'url originale l'11 settembre 2014).
Legenda:

Luogo: C = Casa; T = Trasferta. Risultato: V = Vittoria; N = Pareggio; P = Sconfitta.

### Statistiche dei giocatori
Sono in corsivo i calciatori che hanno lasciato la società a stagione in corso.
| Giocatore      | Serie B + Play-out | Serie B + Play-out | Serie B + Play-out | Serie B + Play-out | Coppa Italia | Coppa Italia | Coppa Italia | Coppa Italia | Totale   | Totale | Totale      | Totale     |
| Giocatore      | Presenze           | Reti               | Ammonizioni        | Espulsioni         | Presenze     | Reti         | Ammonizioni  | Espulsioni   | Presenze | Reti   | Ammonizioni | Espulsioni |
| -------------- | ------------------ | ------------------ | ------------------ | ------------------ | ------------ | ------------ | ------------ | ------------ | -------- | ------ | ----------- | ---------- |
| M. Arcaleni    | -                  | -                  | -                  | -                  | 0            | 0            | 0            | 0            | 0        | 0      | 0           | 0          |
| R. Bagadur     | 11                 | 2                  | 2                  | 0                  | -            | -            | -            | -            | 11       | 2      | 2           | 0          |
| A. Bernardini  | 21+2               | 0                  | 5                  | 2                  | -            | -            | -            | -            | 23       | 0      | 5           | 2          |
| A. Bocchetti   | -                  | -                  | -                  | -                  | 2            | 0            | 0            | 0            | 2        | 0      | 0           | 0          |
| A. Bovo        | 23                 | 1                  | 3                  | 0                  | 3            | 2            | 0            | 0            | 26       | 3      | 3           | 0          |
| S. Buș         | 10                 | 1                  | 0                  | 0                  | -            | -            | -            | -            | 10       | 1      | 0           | 0          |
| C. Calil       | -                  | -                  | -                  | -                  | 1            | 0            | 0            | 0            | 1        | 0      | 0           | 0          |
| L. Ceccarelli  | 14                 | 0                  | 7                  | 0                  | -            | -            | -            | -            | 14       | 0      | 7           | 0          |
| M. Coda        | 40+2               | 15+2               | 5                  | 0                  | 1            | 0            | 0            | 0            | 43       | 17     | 5           | 0          |
| R. Colombo     | 28+1               | 1                  | 9                  | 0                  | 3            | 0            | 0            | 0            | 32       | 1      | 9           | 0          |
| A. Donnarumma  | 38+2               | 12+1               | 4+1                | 0                  | 0            | 0            | 0            | 0            | 40       | 13     | 5           | 0          |
| A. Dragonetti  | -                  | -                  | -                  | -                  | -            | -            | -            | -            | -        | -      | -           | -          |
| A. Empereur    | 30+2               | 0                  | 7+1                | 1                  | 1            | 0            | 0            | 0            | 33       | 0      | 8           | 1          |
| U. Eusepi      | 10                 | 0                  | 1                  | 0                  | 3            | 0            | 0            | 1            | 13       | 0      | 1           | 1          |
| M. Franco      | 27+2               | 3                  | 4                  | 1                  | 2            | 0            | 1            | 0            | 31       | 3      | 5           | 1          |
| D. Gabionetta  | 23                 | 5                  | 11                 | 2                  | 3            | 0            | 2            | 0            | 26       | 5      | 13          | 2          |
| L. Gatto       | 17+2               | 1+1                | 2                  | 0                  | -            | -            | -            | -            | 19       | 2      | 2           | 0          |
| M. Lanzaro     | 17                 | 0                  | 7                  | 0                  | 3            | 0            | 2            | 0            | 20       | 0      | 9           | 0          |
| L. Liverani    | -                  | -                  | -                  | -                  | 0            | -0           | 0            | 0            | 0        | -0     | 0           | 0          |
| M. Milinkovic  | 9                  | 0                  | 1                  | 0                  | 1            | 0            | 0            | 0            | 10       | 0      | 1           | 0          |
| D. Moro        | 37+2               | 0                  | 13                 | 1                  | 3            | 0            | 1            | 0            | 42       | 0      | 14          | 1          |
| A. Nalini      | 9+2                | 0                  | 1                  | 0                  | -            | -            | -            | -            | 11       | 0      | 1           | 0          |
| G. Nappo       | -                  | -                  | -                  | -                  | -            | -            | -            | -            | -        | -      | -           | -          |
| M. Odjer       | 26+2               | 1                  | 8                  | 3                  | 1            | 0            | 1            | 0            | 29       | 1      | 9           | 3          |
| C. Oikonomidis | 14                 | 1                  | 4                  | 0                  | -            | -            | -            | -            | 14       | 1      | 4           | 0          |
| G. Perrulli    | 6                  | 0                  | 0                  | 0                  | 2            | 0            | 0            | 0            | 8        | 0      | 0           | 0          |
| M. Pestrin     | 23+1               | 1                  | 11                 | 2                  | 2            | 0            | 1            | 0            | 26       | 1      | 12          | 2          |
| G. Pollace     | 1                  | 0                  | 0                  | 0                  | 0            | 0            | 0            | 0            | 1        | 0      | 0           | 0          |
| F. Prce        | -                  | -                  | -                  | -                  | -            | -            | -            | -            | -        | -      | -           | -          |
| Ronaldo        | 9                  | 0                  | 4                  | 0                  | -            | -            | -            | -            | 9        | 0      | 4           | 0          |
| M. Ronchi      | 0                  | -0                 | 0                  | 0                  | 0            | -0           | 0            | 0            | 0        | -0     | 0           | 0          |
| A. Rossi       | 23+2               | 0                  | 8+1                | 1                  | 1            | 0            | 0            | 0            | 26       | 0      | 9           | 1          |
| A. Rosti       | -                  | -                  | -                  | -                  | -            | -            | -            | -            | -        | -      | -           | -          |
| A. Russotto    | -                  | -                  | -                  | -                  | 2            | 0            | 0            | 0            | 2        | 0      | 0           | 0          |
| R. Schiavi     | 8                  | 1                  | 5                  | 1                  | 1            | 0            | 0            | 0            | 9        | 1      | 5           | 1          |
| D. Sciaudone   | 16                 | 0                  | 6                  | 1                  | 2            | 0            | 1            | 0            | 18       | 0      | 7           | 1          |
| T. Strakosha   | 10                 | -15                | 0                  | 0                  | 2            | -0           | 0            | 0            | 12       | -15    | 0           | 0          |
| A. Tarallo     | -                  | -                  | -                  | -                  | -            | -            | -            | -            | -        | -      | -           | -          |
| P. Terracciano | 32+2               | -47+-1             | 2                  | 1                  | 1            | -2           | 0            | 0            | 35       | -50    | 2           | 1          |
| M. Tounkara    | 3                  | 0                  | 0                  | 0                  | -            | -            | -            | -            | 3        | 0      | 0           | 0          |
| T. Trevisan    | 10                 | 0                  | 5                  | 1                  | -            | -            | -            | -            | 10       | 0      | 5           | 1          |
| A. Trozzo      | -                  | -                  | -                  | -                  | 0            | 0            | 0            | 0            | 0        | 0      | 0           | 0          |
| G. Troianiello | 15                 | 1                  | 2                  | 0                  | 1            | 0            | 0            | 0            | 16       | 1      | 2           | 0          |
| A. Tuia        | 7+2                | 0                  | 1                  | 0                  | 1            | 0            | 0            | 0            | 10       | 0      | 1           | 0          |
| A. Zito        | 17+2               | 1+1                | 5                  | 1                  | -            | -            | -            | -            | 19       | 2      | 5           | 1          |

## Giovanili

### Organigramma
Primavera
- Allenatore: Marco Savini
- Team Manager: Antonio Larocca
- Preparatore Atletico: Salvatore D'Andrea
- Preparatore Portieri: Alessandro Pacifico
- Medico Sociale: Pietro De Luca
- Fisioterapista: Michele Cuoco

Allievi Nazionali
- Allenatore: Ciro Ginestra
- Preparatore Portieri: Alessandro Nigro
- Preparatore Atletico: Pierfrancesco Leone
- Dirigente Accompagnatore: Mario Forte

### Piazzamenti
- Primavera:
  - Campionato: 14ª nel girone B.
  - Coppa Italia: Turno preliminare.
- Allievi nazionali:
  - Campionato: 8ª nel girone C.